# پیر کاردن
پی‌یر کاردَن (به ایتالیایی: Pierre Cardin) (زادهٔ ۲ ژوئیهٔ ۱۹۲۲ – درگذشتهٔ ۲۹ دسامبر ۲۰۲۰) طراح لباس ایتالیایی-فرانسوی بود.

## زندگی‌نامه
کاردن در سان بیاجیو دی کالالتا در ایتالیا زاده شد. کاردن بخاطر وسعت و سبک طراحیش شناخته شده‌است. او برای طراحی لباس از اشکال هندسی بهره می‌جست و اعتقاد زیادی به طراحی لباس زنان نداشت. او مدل‌های جنسیت واحد (unisex) (لباس‌هایی که برای دو جنسیت یعنی هم مردان و هم زنان طراحی می‌شوند) را به مرحله تازه‌ای توسعه داد؛ طراحی‌های آوانگارد او را مشهور ساخت. گاهی اوقات طراحی‌های او به صورت تجربی بودند و همیشه هم طراحی‌های او جنبه کاربردی نداشتند. او کسی بود که لباس‌های مدل حبابی (bubble dress) را در سال ۱۹۵۴ در بین مردم رایج ساخت.
او در سال ۱۹۴۵ به پاریس نقل مکان کرد و در آنجا به مطالعه معماری پرداخت و بعد از جنگ جهانی دوم با ژان پاکن (Jeanne Paquin) همکاری کرد. در سال ۱۹۴۷ کار در بالنسیاگا را رد کرد و خانه مد خود را در سال ۱۹۵۰ افتتاح کرد و اولین مجموعه  لباس زنان را هم در سال ۱۹۵۳ عرضه کرد و به عضویت Chambre Syndicale (یک انجمن فرانسوی از طراحان لباس‌های اوت کوتور) درآمد. وقتی که کاردن برای نخستین بار در سال ۱۹۵۷ به ژاپن سفر کرد، تصمیم گرفت که نخستین خیاط‌خانه زنانه مد روز را در آنجا تأسیس کند.
کاردن در ۲۹ دسامبر ۲۰۲۰ بر اثر کهولت سن در بیمارستانی در منطقه نویی در حومه پاریس درگذشت.

## نگارخانه

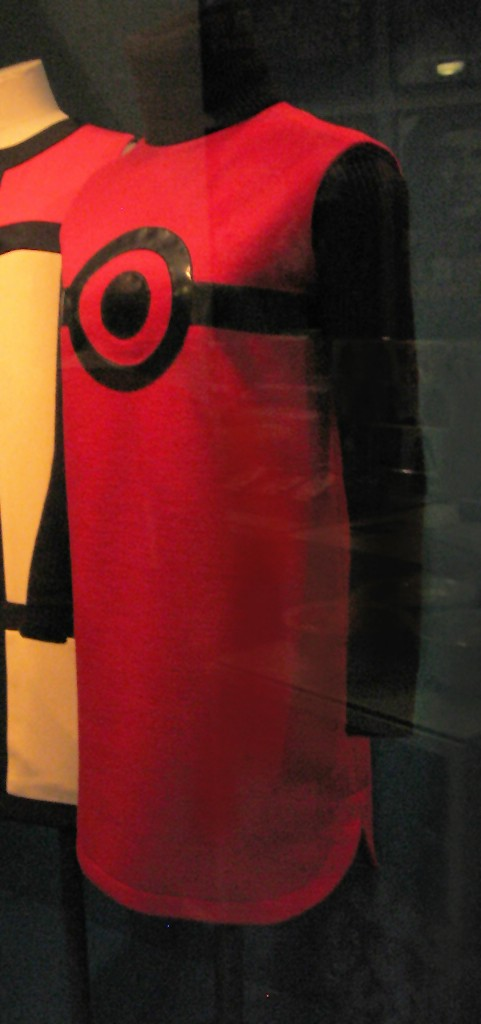
یکی از طراحیهای مدل «عصر فضایی» پیرکاردن